# Edition Nordstern
Die Edition Nordstern ist ein vom Musikforscher Volker Tosta geleiteter Musikverlag in Stuttgart. Der Verlag wurde 1994 gegründet und arbeitet seitdem an einer Joachim-Raff-Reihe, die vor allem bisher unveröffentlichte Werke des Komponisten zum ersten Mal herausbringt. Bislang erschienen etwa 50 Einzelbände dieser Reihe.

## Geschichte
Die ersten Ausgaben der Joachim-Raff-Reihe (zwei Versionen der Klaviersonate op. 14) erschienen 1994 und 1995. Im Jahr 1996 kam die Erstausgabe der Vierten Symphonie (Sinfonia Comica) von Felix Draeseke heraus und wurde im Rahmen der Tagung der Internationalen Draeseke Gesellschaft im gleichen Jahr in Coburg erstaufgeführt. Raffs nachgelassenes zweites Cellokonzert (WoO 44) wurde im Jahr 1999 herausgegeben und von den Stuttgarter Philharmonikern unter der Leitung von Giovanni Bria mit dem Cellisten Yves Savary uraufgeführt. Eine erste Opernedition entstand 2002 mit „Benedetto Marcello“ von Joachim Raff. Das Werk wurde im Rahmen der Herbstlichen Musiktage Bad Urach im gleichen Jahr uraufgeführt. Beim gleichen Festival erklang ebenfalls nach 150 Jahren zum ersten Mal wieder die Ouvertüre zu Franz Liszt's „Der entfesselte Prometheus“ (RV 539) in der Instrumentation von Joachim Raff. Die Zusammenarbeit mit diesem Festival setzte sich 2010 fort mit der ersten Aufführung von Giacomo Meyerbeers Oper „Alimelek“ nach einem Märchen aus Tausendundeiner Nacht. Im Jahr 2011 erstellte der Verlag für die Oper Erfurt die Orchesterstimmen zur Oper „Robin Hood“ von Albert Dietrich. Im folgenden Jahr, 2012, bekam der Verlag den Auftrag vom Bayerischen Rundfunk zur Edition der Oper „Catarina Cornaro“ von Franz Lachner. Dem folgte 2015 die Erstedition und konzertante Aufführung der Oper „Die sizilianische Vesper“ von Peter Joseph von Lindpaintner beim Festival Rossini in Wildbad (dort in der italienischen Fassung als „Il vespro siciliano“). Eine erste Zusammenarbeit mit der Stiftung Palazzetto Bru Zane ergab sich 2017 mit der Erstedition, konzertanten Aufführung und CD-Produktion der Oper „La Reine de Chypre“ von Fromental Halévy. Dem folgte 2019 die Erstausgabe und konzertante Aufführung im Rahmen der Sonntagskonzerte des Münchner Rundfunkorchester der Oper „Zum Großadmiral“ von Albert Lortzing. Im Auftrag des Verlags Ricordi übernahm Volker Tosta die Erstausgabe des Festspiels „Ein Feldlager in Schlesien“ von Giacomo Meyerbeer. Zur ersten Aufführung dieses Werks in neuerer Zeit kam es im Frühjahr 2022 an der Oper Bonn. Im Jubiläumsjahr 2022 des Komponisten Joachim Raff (200. Geburtstag) betreut die Edition Nordstern gleich Opern-Uraufführungen, die Oper „Die Eifersüchtigen“ am 3. September 2022 in Arth (Ch) durch das Opernkollektiv Zürich und das Musikdrama „Samson“ am 11. September 2022 in Weimar durch das Deutsche Nationaltheater.
In Zukunft soll die Joachim-Raff-Reihe weiter gepflegt werden. Diese soll ergänzt werden durch Editionen von deutschsprachigen Opern, Oratorien und Vokalwerken aus der zweiten Hälfte des 19. Jahrhunderts. Einen Schwerpunkt dabei soll das Werk des Komponisten Heinrich Hofmann bilden.